# آتش درخشان (فیلم)
«آتش درخشان» (انگلیسی: Burning Bright (film)) فیلمی در ژانر ترسناک است. از بازیگران آن می‌توان به بریانا اویگان، گرت دیلاهانت، و میت لوف اشاره کرد.